# 福島西部広域農道
福島西部広域農道（ふくしませいぶこういきのうどう）は、福島県福島市飯坂町中野から、同市小田に至る広域農道である。総延長24km。

## 概要

### 路線データ
- 起点：福島市飯坂町中野字東銅屋
- 終点：福島市小田字日向前
- 延長：24km[1]

### 概要の詳細
福島西部地区広域営農団地農道整備事業によって整備され、1995年（平成7年）8月に全線開通した路線である。飯坂町中野の国道13号交点を起点とし、小田の福島県道148号水原福島線を終点とする。起点及び終点部付近は福島盆地外縁部の山間部を貫く道路であるが、その他の区間は福島盆地西端の山裾をなぞるように通る。全線が福島市道であり、起点から市内大笹生字折戸の丁字路までは一般市道40801号神ノ裏東銅屋線、一般市道40728号折戸銀山線の一部に、大笹生から佐原（福島県営あづま総合体育館前）までは二級市道116号佐原折戸線の一部に、佐原から荒井（国道115号交点）までは一級市道39号足王前地蔵原線の一部に、荒井から終点の小田までは二級市道125号小田荒井線に指定されている。沿線は東側に並行する福島県道5号上名倉飯坂伊達線（フルーツライン）と同様に吾妻山の麓に広がる扇状地であるために果樹園が立ち並んでいるほか、佐原～荒井にかけては福島県あづま総合運動公園の各施設群や水林自然林、四季の里、アンナガーデンといった観光地と国道115号を始めとした幹線道路と連絡する役割も持っている。

## 交差・近接する主な道路
- 国道13号（万世大路）
- 福島県道312号折戸笹谷線 - 厳密には直接接続しておらず、当農道からわずかに離れた地点を起点とする。
- 福島県道70号福島吾妻裏磐梯線（高湯街道）
- 福島県道126号福島微温湯線（微温湯街道）
- 国道115号（土湯街道）
- 福島県道362号南福島停車場線
- 福島県道148号水原福島線

## 道路施設
中野橋（飯坂町中野 小川、北緯37度49分51.6秒 東経140度23分33.9秒）
- 全長：75.0m
- 幅員：13.8m
- 形式：鋼上路式ローゼ橋
- 竣工：1993年

白和瀬橋（大笹生 八反田川、北緯37度47分49.7秒 東経140度23分19.0秒）
- 全長：38.7m
- 幅員：8.5m
- 形式：鋼単純非合成曲線箱桁橋
- 竣工：1987年

奥松川橋（大笹生～町庭坂 松川、北緯37度47分14.9秒 東経140度23分19.1秒）
- 全長：230.4m
  - 主径間：32.2m
- 幅員：8.5m（車道部7.0m、歩道部1.5m）
- 形式：7径間鋼単純合成鈑桁橋
- 竣工：1994年
- 施工：川田工業・楢崎製作所[4]

庭塚大橋（在庭坂 天戸川、北緯37度45分45.5秒 東経140度21分40.0秒）
- 全長：90.9m
- 幅員：9.5m
- 形式：PC単純T桁橋
- 竣工：1981年

須川新橋（桜本 須川、北緯37度44分59.6秒 東経140度21分42.3秒）
- 全長：67.6m
- 幅員：9.5m
- 形式：PC単純T桁橋
- 竣工：1980年

鷹ノ巣橋（土船 白津川、北緯37度44分24.6秒 東経140度21分33.5秒）
- 全長：19.4m
- 幅員：8.0m
- 形式：PC単純T桁橋
- 竣工：1979年

小富士橋（佐原～荒井 荒川、北緯37度42分36.7秒 東経140度21分21.1秒）
- 全長：310.9m
- 幅員：7.0m
- 形式：鋼単純合成床版鈑桁橋
- 竣工：1978年

北焼野大橋（山田）
- 全長：120.0m
- 幅員：7.4m
- 形式：鋼単純合成床版鈑桁橋
- 竣工：1986年[5]

## 沿線の主な施設
- ふくしまスカイパーク
- リンクサーキット
- 大笹生ダム
- 福島県あづま総合運動公園
  - 福島県営あづま球場
  - 福島県営あづま陸上競技場（とうほう・みんなのスタジアム）
- 水林自然林
- 四季の里
- ふくしま自治研修センター
- アンナガーデン